# 巡洋艦岩
巡洋艦岩（英語：Cruiser Rocks），是南極洲的岩石，位於南設得蘭群島的象島，處於林賽角以南13公里，在1822年由捕海豹者命名，現時由南極條約體系管理。